# Falani
Falani (en llatí: Falanius) va ser un cavaller romà i una de les primeres víctimes dels acusadors públics en el regnat de Tiberi.
Va ser acusat l'any 15 de profanar el culte a August admetent a un participant de baixa reputació en els ritus i a més per vendre el seu jardí que tenia una estàtua de l'emperador. Tiberi el va absoldre al·legant que els deus ja eren prou capaços de defensar el seu propi honor.